# Décarbonation de la production d'énergie en France
La décarbonation de la production d'énergie en France est l'ensemble des mesures et des techniques permettant de réduire les émissions de gaz à effet de serre dans le secteur de la production d'énergie en France. Il s’agit d’un des axes de la décarbonation de la France et un des défis de la neutralité carbone en 2050. 
Si la production d'électricité est déjà décarbonée à plus de 92 % en 2021 (nucléaire (69 %), hydraulique (12 %) et plus modestement éolien (7 %) et solaire (2,7 %)), l'objectif est d'augmenter la part d'énergies renouvelables, notamment l'éolien avec un important développement de l'éolien en mer, mais aussi le solaire. 

## Descriptif du secteur
Le CITEPA, chargé par le  Ministère de la Transition écologique et solidaire de la réalisation des inventaires nationaux d'émissions de polluants atmosphériques et de gaz à effet de serre, décompose le secteur comme suit :
- Production d'électricité ;
- Chauffage urbain ;
- Raffinage du pétrole ;
- Transformation des combustibles minéraux solides ;
- Extraction et distribution de combustibles solides, liquides ou gazeux ;
- Fabrication de charbon de bois par pyrolyse ;
- Valorisation énergétique des déchets.

## Émission de gaz à effets de serre du secteur de la production d'énergie

### Part de la production d'énergie dans les émissions de GES
Les émissions du secteur de la transformation d’énergie s’élèvent à 44,6 Mt éqCO2 en 2022, soit 11,0 % des émissions nationales. Elles se répartissent entre la production d’électricité (50,5 %), le raffinage du pétrole (16,2 %), le chauffage urbain (11,0 %) et les autres émissions (principalement la transformation des combustibles minéraux solides et la valorisation énergétique des déchets) (22,4 %). 
Les émissions du secteur de l’industrie de l’énergie en France métropolitaine ont globalement diminué sur la période 1990-2021, aussi bien pour les polluants que pour les gaz à effet de serre (notamment -46% de CO2e). La baisse observée des émissions s’explique principalement par l’évolution du mix énergétique, avec le développement marqué des centrales nucléaires puis des centrales thermiques au gaz naturel et de nouvelles sources renouvelables ces dernières années, ainsi que l’abandon progressif des combustibles minéraux solides en tant que source d’énergie.
La production d’énergie a connu une forte hausse des émissions de GES entre 2020 et 2021 et entre 2021 et 2022 (+2,1 Mt CO2e soit +4.9%). L’indisponibilité de tranches nucléaires a un impact important sur les émissions de ce secteur. En 2022, une vingtaine de réacteurs étaient en effet à l’arrêt (29 réacteurs à l’arrêt sur 56 en mai 2022 par exemple). Ces arrêts ont généré un recours plus important aux centrales à gaz et un recours temporaire au charbon avec la réouverture, le 28 novembre 2022, de la centrale de Saint-Avold, dans un contexte de hausse des prix du gaz à la suite de l'invasion russe de l'Ukraine. La consommation d’électricité a néanmoins été amoindrie par les appels à la sobriété énergétique.

Évolution des gaz à effet de serre émis par le secteur de la production d'énergie en France entre 1990 et 2022.

## Stratégie nationale
La stratégie nationale bas carbone (SNBC) est l'outil de pilotage pour animer et suivre la politique de décarbonation de l'économie française et de transformation de son modèle énergétique. Elle se décline pour chacun des 6 grands secteurs de l'économie, notamment la production d'énergie, et est actualisée tous les quatre ans. 

### SNBC 1 (2015)
| Période   | en Mt éqCO2 |
| --------- | ----------- |
| 2015-2028 | 55          |
| 2019-2023 | 55          |
| 2024-2028 | 55          |

L’objectif défini dans la SNBC 1 pour atteindre le facteur 4 de réduction à l’horizon 2050 par rapport à 1990 tous secteurs confondus est une réduction de 96 % les émissions liées à la production d’énergie par rapport à 1990, soit un « facteur 20 ». Cela se traduit par :
- une accélération des gains d’efficacité énergétique (facteur 2) : baisse de l’intensité énergétique du PIB et enjeu de la maîtrise de la demande globale en énergie (priorité à la réduction de consommation des énergies carbonées, transferts d’usage vers l’électricité).
- une décarbonation radicale du mix énergétique à 2050 (facteur 10) : (baisse des gCO2/kWh de l’électricité et des réseaux de chaleur). Il faut souligner que l’ambition des scénarios correspondants se fonde généralement sur une hypothèse de déploiement important de la capture et du stockage de carbone (CCS) à 2050. Si ce n’est pas le cas, alors les efforts de décarbonation de la production d’énergie devront être reportés sur d’autres options, y compris sur d’autres secteurs de l’économie.

Concernant les Outre-mer, les émissions dues à la production d’électricité sont faibles en volume par rapport à la métropole, le mix énergétique reste fortement carboné (production issue à 78 % d’énergie thermique classique). L’autonomie énergétique en Outre-mer est visée d’ici 2030. Cet objectif ambitieux d’autonomie énergétique passe d’abord par la décarbonation de l’électricité, avant d’envisager des transferts d’usages.

### SNBC 2 (2019)
| Période   | Décret 2020 | Réajusté 2022 |
| --------- | ----------- | ------------- |
| 2019-2023 | 48          | 48            |
| 2024-2028 | 35          | 35            |
| 2029-2033 | 30          | 30            |

Les budgets carbone des périodes 2019-2023, 2024-2028 et 2029-2033 sont fixés dans le décret du 21 avril 2020 respectivement à 48, 35 et 30 Mt de CO2eq par an. Depuis la publication de ce décret, des changements méthodologiques ont été apportés à l’inventaire national des émissions de gaz à effet de serre, qui n'affectent toutefois pas le secteur,.
Les émissions du secteur de l’énergie sur la période 2019-2022 sont inférieures au budget carbone indicatif défini par la SNBC 2, mais le rythme de réduction des émissions du secteur de l’énergie doit s’accélérer pour être aligné avec la trajectoire SNBC 2 et celle anticipée du Fit for 55 d’ici 2030.
Avec 20,7 % d’énergies renouvelables dans sa consommation finale d’énergie en 2022, la France n’a pas encore atteint ses objectifs de 23 % d’énergies renouvelables en 2020, tandis que ses objectifs de baisse de consommation d’énergie pour 2020 (atteindre 131,4 Mtep d’énergie
finale) n’ont été tenus que du fait de la Covid-19, avec une consommation de 143,2 Mtep en 2021.

## Mesures

### Mesures concernant la production d'électricité
En 2021, la production d’électricité en France a été assurée à plus de 92 % par des sources émettant peu de gaz à effet de serre à savoir nucléaire (69 %), hydraulique (12 %) et plus modestement éolien (7 %) et solaire (2,7 %). 

#### Énergies renouvelables
Les capacités électriques renouvelables étaient en 2022 de 66 GW (hydraulique : 40 %, éolien terrestre : 31 %  et  photovoltaïque : 24 %). Les objectifs fixés pour la période 2019-2023 ne devraient ainsi pas être atteints, selon une étude publiée fin janvier 2023. Pour l'éolien terrestre, avec 20 GW à fin septembre 2022, l'objectif de 24,1 GW pour fin 2023 « ne sera pas atteint », selon le baromètre annuel Observ’ER. Pour le photovoltaïque, malgré un « relèvement partiellement confirmé en 2022 (...), le secteur n’est toujours pas dans la bonne trajectoire ».
Dans ce cadre, la loi du 10 mars 2023 sur l'accélération des énergies renouvelables vise la simplification des procédures, la planification territoriale, et le partage de la valeur. L’objectif est de multiplier par dix la capacité de production d’énergie solaire pour dépasser les 100 gigawatts (GW) pour 2050 et de déployer cinquante parcs éoliens en mer pour atteindre 40 GW.

#### Filière nucléaire
La loi du 22 juin 2023 sur l’accélération du nucléaire facilite les procédures administratives pour accélérer la construction de nouveaux réacteurs de type EPR2, prévus sur des sites nucléaires existants. Plusieurs mesures traitent aussi de la planification énergétique, de la prolongation des vieilles centrales et des sûreté et sécurité nucléaires,.
La loi rend ainsi possible plus rapidement la mise en compatibilité des documents locaux d’urbanisme et permet de dispenser de permis de construire les installations et travaux de création des nouveaux réacteurs nucléaires, de construire des nouveaux réacteurs nucléaires en bord de mer, s’ils sont installés proches ou dans le périmètre de la centrale nucléaire existante, comme c'est le cas pour le projet de la première paire d’EPR2 à la centrale de Penly, près de Dieppe en bord de Manche, et permet aussi des mesures d’expropriation, avec prise de possession immédiate, pour les ouvrages annexes aux projets de réacteurs nucléaires reconnus d’utilité publique (installations de pompage, sous-station électrique...).
Concernant les installations actuelles, le texte simplifie la procédure de réexamen périodique des réacteurs de plus de 35 ans et renforce la participation du public. Le Conseil de politique nucléaire validé en février 2023 le lancement d'études préparatoires pour prolonger l'exploitation  des centrales nucléaires après 50 voire 60 ans, mais les députés exigent du gouvernement avant fin 2026 un rapport sur le sujet.

#### Centrales à charbon
| Nom         | Opérateur    | Capacité | Salariés | fermeture prévue |
| ----------- | ------------ | -------- | -------- | ---------------- |
| Cordemais   | EDF          | 1200 MW  | 355      | 2026             |
| Le Havre    | EDF          | 600 MW   | 160      | 2021             |
| Gardanne    | GazelEnergie | 600 MW   | 98       | reconversion     |
| Saint-Avold | GazelEnergie | 600 MW   | 95       | 2024             |

En réponse à la guerre en Ukraine, l'Union européenne a accru son ambition de sortie des combustibles fossiles via le nouveau plan « RePowerEU », présenté en 2022, visant notamment une part de production d’électricité renouvelable de 69 % en 2030. En France, dont l’électricité est déjà en grande partie décarbonisée, le Ministre de la Transition écologique et solidaire présente le 3 avril 2019, une feuille de route pour la fermeture, d’ici 2022, des dernières centrales de production d’électricité qui fonctionnement au charbon, fermeture prévue par le Plan Climat adopté le 6 juillet 2017. Néanmoins, compte tenu de difficultés de production de ces centrales nucléaires et de la crise énergétique liée à la guerre en Ukraine, des dérogations exceptionnelles au plafond d’émissions de GES des deux centrales thermiques en fonctionnement ont été décidées.
La centrale de Gardanne (Bouches-du-Rhône) devait fermer en 2022 notamment en raison de conflits sociaux liés à la reconversion des 98 emplois supprimés, dont une cinquantaine de départs volontaires. L'implantation d'une unité de production de carburants renouvelables sur le site de la centrale (du kérosène pour l'aviation), porté par l'entreprise Hy2gen, est acté en 2022 et devrait être en production avant 2025. La capacité de production du site à partir d'hydrogène vert et de biomasse est réduite de moitié par rapport au projet initial pour atteindre les 50000 litres de kérosène par jour. Depuis 2022, la centrale de Provence (Gardanne-Meyreuil), a redémarré avec un objectif de production de 150 mégawatts.
Les centrales de Cordemais (Loire-Atlantique) et de Saint-Avold (Moselle) obtiennent quant à elles une première dérogation en 2022, puis une nouvelle en 2023 pour leur prolongation jusqu'à fin 2024.